# Lazy (banda)
Lazy (japonês: レイジー, Hepburn: Reijī, estilizado como LAZY) é uma banda japonesa fundada em Osaka em 1973. O grupo se juntou ainda na escola, onde se apresentavam com os nomes artísticos Michell (Hironobu Kageyama), Suzy (Akira Takasaki), Funny (Hiroyuki Tanaka), Pocky (Shunji Inoue) e Davy (Munetaka Higuchi). O nome da banda foi escolhido por causa da música homônima do Deep Purple.
Assinaram contrato com a RCA Records em 1978, seguindo os desejos da gravadora de ter, basicamente, uma boy band. Entretanto, os membros na verdade se interessavam por hard rock e heavy metal, e foram buscando adaptar as composições a tais estilos, culminando no álbum Uchuusen Chikyuugou.
Após esse álbum, a banda lançou uma coletânea e um disco ao vivo , no qual anunciaram que a banda terminaria, mas o sucesso lançou as carreiras de seus membros, sendo Hironobu Kageyama o mais famoso no Brasil, onde é conhecido por fazer músicas de Esquadrão Relâmpago Changeman, Os Cavaleiros do Zodíaco e Dragon Ball Z. Ele também fundou o JAM Project. Após o término do LAZY, Tanaka e Inoue fundaram a banda Neverland. Já Takasaki e Higuchi criaram outra grande banda do cenário do heavy metal japonês, a Loudness.
A banda se reuniu em 1997 para um novo álbum (Happy Time) e turnê e, desde então, fazem alguns projetos juntos. Infelizmente, Tanaka faleceu em 2006 e, dois anos depois, Higuchi.
Em 2008, comemorando 35 anos da banda, relançaram todos os álbuns da época da RCA Records em edições de envelope de papelão, com faixas bônus previamente lançadas apenas como singles e remasterização de todos os álbuns.
Inoue seguiu uma longa carreira como compositor e arranjador, e se tornou presidente da gravadora Lantis.
Em 2009, eles se juntaram ao JAM Project para fazer a música "Kanjite Knight", para o anime Shin Mazinger Shōgeki! Z Hen. Ele chegou à 52ª posição na Billboard Japan e à 48ª no Oricon Singles Chart. Dois anos mais tarde, lançaram o single "Reckless", para o segundo filme de anime da franquia Towa no Quon.
Em 2017, lançaram o DVD LAZY 40th Anniversary Special Live “Slow and Steady”. No mesmo ano, lançaram o single Slow and Steady, que chegou à 76ª posição na Billboard Japan.

## Membros
- Hironobu "Michell" Kageyama – vocais
- Akira "Suzy" Takasaki – guitarra
- Hiroyuki "Funny" Tanaka – baixo
- Shunji "Pocky" Inoue – teclados
- Munetaka "Davy" Higuchi – bateria

## Discografia
Fontes:
Álbuns de estúdio
- This Is the LAZY (1978)

- Dream a Dream (1978)

- Rock Diamond (1979)

- LAZY V (1980)

- Uchuusen Chikyuugou (Earth Ark) (1980)

- Happy Time (1998)

- Uchuusen Chikyuugou II (Earth Ark II) (2002)

Músicas em obras de cultura pop
"Kanjite Knight", de Shin Mazinger Shōgeki! Z Hen
"Reckless", de Towa no Quon
"Ultra High", de Ultraman Dyna
"Angelique: Eien no Yakusoku", de Angelique: Seichi yori Ai o Komete
"Legend of the Light", de Angelique: Seichi yori Ai o Komete
"Pray", de Shin Seiki GPX Cyber Formula Sin
"My Rest Pose", de Shin Seiki GPX Cyber Formula Sin
"Zone of the Enders", de Z.O.E Dolores,i